# Gosplan
Gosplan (Госпла́н) era o nome coloquial da política de economia planejada da União Soviética. A palavra "Gosplan" é uma aglutinação de  Gossudarstvênnîi Komitet po Planirovâniu  (Государственный комитет по планированию, Comitê Estatal de Planejamento), órgão cuja principal função era o estabelecimento dos planos quinquenais soviéticos.
O comitê foi criado em 22 de fevereiro de 1921 por decreto do Sovnarkom da RSFSR sob o nome de "Comissão de Planejamento Estatal da RSFSR". O protótipo de seu trabalho era o Plano GOELRO. Com a criação da URSS, em 21 de agosto de 1923, foi estabelecida a Comissão de Planejamento Estatal no Conselho do Trabalho e Defesa da URSS (СТО СССР, Совет Труда и Обороны СССР). A abreviação "Gosplan" já estava em uso desde 1921.
Inicialmente, a Gosplan tinha um papel consultivo. Seu objetivo era a coordenação dos planos das repúblicas da União e a criação do plano comum a todo o país. Desde 1925, a Gosplan começou a criar metas e planos econômicos anuais para todos os setores da produção, conhecidos como "números de controle" (контрольные цифры).
Seu trabalho era coordenado com o do Diretório Estatístico Central da URSS (центральное статистическое управление СССР), Narkomat das Finanças e Conselho da União de Economia Estatal (ВСНХ), e mais tarde com o Gosbank e o Gossnab.
Com a introdução dos planos quinquenais, em 1928, a Gosplan se tornou essencialmente responsável pela criação e supervisão de acordo com as linhas gerais determinadas pelo Partido.
Em 1930, o Diretório Estatístico foi incorporado à Gosplan, e em 3 de fevereiro de 1931 a Gosplan foi novamente subordinada ao Sovnarkom.
Em maio de 1955, a Gosplan foi dividida em duas comissões distintas: uma para planejamento futuro e outra para planejamento imediato: a Comissão Estatal para Planejamento Perspectivo do Conselho de Ministros da URSS (Государственная комиссия СМ СССР по перспективному планированию) (Gosplan da URSS) e Comissão Econômica para Planejamento Atual da Economia Estatal do Conselho de Ministros da URSS (Государственнaая экономическая комиссия СМ СССР по текущему планированию народного хозяйства) (Госэкономкомиссия СССР). O trabalho deste último era baseado nos planos quinquenais traçados pela Gosplan, com a Gosplan planejando para 10 a 15 anos adiante.
A Gosplan ficava sediada no mesmo edifício que agora é ocupado pelo Conselho da Federação da Rússia, em Moscou.

## Chefes da Gosplan
- Gleb Krjijanovski (1921-1923, 1925-1930)
- Aleksandr Tsuriupa (1923-1925)
- Valerian Kuibichev (1930-1934)
- Valéri Mejlauk (1934-1937)
- Guenádi Smirnov (25 de fevereiro - 17 de setembro 1937)
- Nikolai Voznesensky (1938-1941, 1942-1949)
- Maksim Saburov (1941-1942, 1949-1953, 1953-1955)
- Grígori Kosiatchenko (5 de março-29 de junho 1953)
- Nikolai Baibakov (1955-1957, 1965-1985)
- Iosif Kuzmin (1957-1959)
- Aleksei Kosygin (1959-1960)
- Vladimir Novikov (1960-1962)
- Veniamin Dymshits (17 de julho-24 de novembro 1962)
- Piotr Lomako (1962-1965)
- Nikolai Talizin (1985-1988)
- Iúri Masliukov (1988-1991)